# Tumán
Tumán ist eine Stadt in der Provinz Chiclayo in der Region Lambayeque in Nordwest-Peru. Tumán ist Verwaltungssitz des gleichnamigen Distrikts.

## Geographie
Die auf einer Höhe von 59 m gelegene Stadt befindet sich in der Küstenebene von Nordwest-Peru. Die Regionshauptstadt Chiclayo liegt 16 km weiter westlich.
Die Stadt hatte beim Zensus 2017 23.335 Einwohner, 10 Jahre zuvor 22.886.
In der Umgebung der Stadt wird bewässerte Landwirtschaft betrieben.

## Verkehr
Tumán hatte von 1874 bis in die 1970er Jahre mit einer Zweigstrecke der Bahnstrecke Eten–Ferreñafe, die nach Pátapo führte, Eisenbahnanschluss an die Küste. Weiter gab es hier die Feldbahn der Hazienda Tumán, die ein 15 km langes Netz in 600-mm-Spur besaß.